# Jacob Benzon
Jacob Benzon (né le 31 octobre 1688, décédé le 25 novembre 1775) est un noble danois, fonctionnaire de l'état et vice-gouverneur puis gouverneur général de Norvège de 1750 à 1771.

## Biographie
Benzons commence sa carrière en tant que jeune noble au service du roi. Il occupe plusieurs postes à Copenhague de 1715 à 1726. En 1726, il est gouverneur à Trondhjem, et à partir de 1730 à 1737, il occupe le même poste à Akershus  avant d'être nommé à  Aarhus en 1740. À partir de 1750 il est vice-gouverneur général de Norvège
Après que Charles de Hesse ait été gouverneur général de Norvège (1766-70) sans y résider, Benzon est enfin nommé gouverneur le 26 janvier 1770 avant d'être remercié le 8 février 1771. Après lui, le poste restera vacant pendant 38 ans.
Il est fait chevalier de l'Ordre de Dannebrog en 1731, et chevalier de l'Ordre de l'Elephant en 1763.